# Дюма (Арканзас)
Дюма (англ. Dumas) — місто (англ. city) в США, в окрузі Діша штату Арканзас. Населення — 4001 особа (2020).

## Географія
Дюма розташована на висоті 50 метрів над рівнем моря за координатами 33°53′5″ пн. ш. 91°29′11″ зх. д. / 33.88472° пн. ш. 91.48639° зх. д. (33.884790, -91.486337). За даними Бюро перепису населення США в 2010 році місто мало площу 8,41 км², уся площа — суходіл.

## Демографія
Згідно з переписом 2010 року, у місті мешкало 4706 осіб у 1893 домогосподарствах у складі 1307 родин. Густота населення становила 559 осіб/км². Було 2092 помешкання (249/км²).
Расовий склад населення:
| - 63,2 % — чорних або афроамериканців - 32,2 % — білих - 0,5 % — азіатів - 0,1 % — корінних американців - 3,3 % — осіб інших рас |

До двох чи більше рас належало 0,7 %. Іспаномовні складали 5,4 % від усіх жителів.
За віковим діапазоном населення розподілялося таким чином: 28,4 % — особи молодші 18 років, 57,5 % — особи у віці 18—64 років, 14,1 % — особи у віці 65 років та старші. Медіана віку мешканця становила 35,2 року. На 100 осіб жіночої статі у місті припадало 85,2 чоловіків; на 100 жінок у віці від 18 років та старших — 82,5 чоловіків також старших 18 років.
Середній дохід на одне домашнє господарство становив 41 513 долари США (медіана — 21 875), а середній дохід на одну сім'ю — 42 653 долари (медіана — 30 164). За межею бідності перебувало 41,3 % осіб, у тому числі 64,5 % дітей у віці до 18 років та 18,9 % осіб у віці 65 років та старших.
Цивільне працевлаштоване населення становило 1525 осіб. Основні галузі зайнятості: освіта, охорона здоров'я та соціальна допомога — 27,3 %, виробництво — 12,9 %, публічна адміністрація — 12,7 %.
За даними перепису населення 2000 року в Дюма мешкало 5238 осіб, 1399 сімей, налічувалося 1977 домашніх господарств і 2177 житлових будинків. Середня густота населення становила близько 680,3 осіб на один квадратний кілометр. Расовий склад Дюма по даними перепису розподілився таким чином: 26,62 % білих, 70,02 % — чорних або афроамериканців, 0,08 % — корінних американців, 0,50 % — азіатів, 0,78 % — представників змішаних рас, 2,00 % — інших народів. Іспаномовні склали 3,19 % від всіх жителів міста.
З 1977 домашніх господарств в 36,4 % — виховували дітей віком до 18 років, 43,9 % представляли собою подружні пари, які спільно проживали, в 23,4 % сімей жінки проживали без чоловіків, 29,2 % не мали сімей. 27,4 % від загального числа сімей на момент перепису жили самостійно, при цьому 12,9 % склали самотні літні люди у віці 65 років та старше. Середній розмір домашнього господарства склав 2,63 особи, а середній розмір родини — 3, 19 особи.
Населення міста за віковим діапазоном за даними перепису 2000 року розподілилося таким чином: 30,1 % — жителі молодше 18 років, 10,7 % — між 18 і 24 роками, 24,9 % — від 25 до 44 років, 21,2 % — від 45 до 64 років і 13,1 % — у віці 65 років та старше. Середній вік мешканця склав 33 роки. На кожні 100 жінок в Дюма припадало 83,9 чоловіків, у віці від 18 років та старше — 78,3 чоловіків також старше 18 років.
Середній дохід на одне домашнє господарство в місті склав 25 754 долара США, а середній дохід на одну сім'ю — 32 255 доларів. При цьому чоловіки мали середній дохід в 28 396 доларів США на рік проти 19 363 долара середньорічного доходу у жінок. Дохід на душу населення в місті склав 12 727 доларів на рік. 22,6 % від усього числа сімей в окрузі і 28,8 % від усієї чисельності населення перебувало на момент перепису населення за межею бідності, при цьому 39,9 % з них були молодші 18 років і 23,4 % — у віці 65 років та старше.

## Відомі уродженці та мешканці
- Джим Хайнс — легкоатлет, дворазовий чемпіон Олімпійських ігор 1968 року в Мехіко.